# Уильямс, Люсинда
Люсинда Уильямс (Lucinda Williams; р.26 января 1953) — американская рок-, блюз-, фолк- и кантри-певица, автор-исполнитель, продюсер.
Лауреат трёх премий Грэмми (из 15 номинаций) и двух премий Americana Awards (из 12 номинаций).
В 1998 году Уильямс была включена в список «100 Greatest Women in Rock & Roll» музыкального телеканала VH1 (под номером 97). В 2002 году журнал Time назвал её «America’s best songwriter». Также она была избрана журналом Rolling Stone в качестве 79-го величайшего автора песен всех времён.

## Биография
См. также «Lucinda Williams Early life» в английском разделе.
Родилась 26 января 1953 в г. Лейк-Чарльз, штат Луизиана, США. Она дочь американского поэта и профессора литературы Миллера Уильямса (1930—2015) и пианистки Lucille Fern Day. Уильямс начала сочинять в 6 лет, а в 12 — играть на гитаре. Своё первое выступление она дала в 17 лет в Мехико.

## Дискография
См. также «Lucinda Williams discography» в английском разделе.
| Год                                 | Альбом                               | Высшая позиция в чарте | Высшая позиция в чарте | Высшая позиция в чарте | Высшая позиция в чарте | Высшая позиция в чарте | Высшая позиция в чарте | Высшая позиция в чарте | Высшая позиция в чарте |
| Год                                 | Альбом                               | US                     | CAN                    | UK                     | AUS                    | AUS Country            | SWE                    | NL                     |                        |
| ----------------------------------- | ------------------------------------ | ---------------------- | ---------------------- | ---------------------- | ---------------------- | ---------------------- | ---------------------- | ---------------------- | ---------------------- |
| 1979                                | Ramblin'                             | —                      | —                      | —                      | —                      | —                      | —                      | —                      |                        |
| 1980                                | Happy Woman Blues                    | —                      | —                      | —                      | 149                    | —                      | —                      | —                      |                        |
| 1988                                | Lucinda WilliamsA                    | 39                     | —                      | —                      | 117                    | —                      | —                      | —                      |                        |
| 1992                                | Sweet Old WorldB                     | —                      | —                      | —                      | 134                    | —                      | —                      | —                      |                        |
| 1998                                | Car Wheels on a Gravel RoadC         | 65                     | —                      | 144                    | 69                     | 5                      | 60                     | —                      |                        |
| 2001                                | Essence                              | 28                     | —                      | 63                     | 59                     | 2                      | 47                     | —                      |                        |
| 2003                                | World Without Tears                  | 18                     | —                      | 48                     | 80                     | 32                     | 24                     | 81                     |                        |
| 2005                                | Live @ The Fillmore                  | 66                     | —                      | 107                    | 110                    | 4                      | 43                     | —                      |                        |
| 2007                                | West                                 | 14                     | —                      | 30                     | 53                     | 5                      | 10                     | 29                     |                        |
| 2008                                | Little Honey                         | 9                      | 18                     | 51                     | 68                     | 1                      | 25                     | —                      |                        |
| 2011                                | Blessed                              | 15                     | 23                     | 55                     | 63                     | 7                      | 15                     | 40                     |                        |
| 2014                                | Down Where the Spirit Meets the Bone | 13                     | —                      | 23                     | 32                     | —                      | 58                     | 31                     |                        |
| 2016                                | The Ghosts of Highway 20             | 36                     | 53                     | 33                     | 20                     | —                      | 28                     | 21                     |                        |
| 2017                                | This Sweet Old World                 | —                      | —                      | —                      | 297                    | —                      | —                      | —                      |                        |
| 2020                                | Good Souls Better Angels             | —                      | —                      | —                      | —                      | —                      | —                      | —                      |                        |
| Прочерк означает неучастие в чарте. |                                      |                        |                        |                        |                        |                        |                        |                        |                        |

## Награды и номинации

### Americana Music Honors & Awards
Награды Americana Awards вручает Americana Music Association за достижения в музыке американа.
| Год  | Номинируемая работа                  | Категория                                | Результат |
| ---- | ------------------------------------ | ---------------------------------------- | --------- |
| 2003 | —                                    | Artist of the Year                       | Номинация |
| 2003 | «Righteously»                        | Song of the Year                         | Номинация |
| 2007 | West                                 | Album of the Year                        | Номинация |
| 2007 | —                                    | Artist of the Year                       | Номинация |
| 2007 | «Are You Alright?»                   | Song of the Year                         | Номинация |
| 2011 | Blessed                              | Album of the Year                        | Номинация |
| 2011 | —                                    | Lifetime Achievement Award (автор песен) | Победа    |
| 2015 | Down Where the Spirit Meets the Bone | Album of the Year                        | Победа    |
| 2015 | —                                    | Artist of the Year                       | Номинация |
| 2015 | «East Side of Town»                  | Song of the Year                         | Номинация |
| 2016 | The Ghosts of Highway 20             | Album of the Year                        | Номинация |
| 2016 | —                                    | Artist of the Year                       | Номинация |

### Grammy Awards
Grammy Award
| Год  | Номинируемая работа                                                 | Категория                                                              | Результат |
| ---- | ------------------------------------------------------------------- | ---------------------------------------------------------------------- | --------- |
| 1993 | «Passionate Kisses» (автор)                                         | Best Country Song                                                      | Победа    |
| 1999 | «Can’t Let Go»                                                      | Best Female Rock Vocal Performance                                     | Номинация |
| 1999 | Car Wheels on a Gravel Road                                         | Best Contemporary Folk Album                                           | Победа    |
| 2002 | «Cold, Cold Heart»                                                  | Best Female Country Vocal Performance                                  | Номинация |
| 2002 | «Essence»                                                           | Best Female Pop Vocal Performance                                      | Номинация |
| 2002 | «Get Right with God»                                                | Best Female Rock Vocal Performance                                     | Победа    |
| 2002 | Essence                                                             | Best Contemporary Folk Album                                           | Номинация |
| 2003 | «Lately» (from Going Driftless — An Artists' Tribute to Greg Brown) | Best Female Country Vocal Performance                                  | Номинация |
| 2004 | «Righteously»                                                       | Best Female Rock Vocal Performance                                     | Номинация |
| 2004 | World Without Tears                                                 | Best Contemporary Folk Album                                           | Номинация |
| 2008 | «Come On»                                                           | Best Solo Rock Vocal Performance                                       | Номинация |
| 2008 | «Come On»                                                           | Best Rock Song                                                         | Номинация |
| 2010 | Little Honey                                                        | Best Americana Album                                                   | Номинация |
| 2011 | «Kiss Like Your Kiss» (из True Blood)                               | Best Song Written For Motion Picture, Television Or Other Visual Media | Номинация |
| 2012 | Blessed                                                             | Best Americana Album                                                   | Номинация |